# Parksandbi
Parksandbi (Andrena chrysosceles) är en art i insektsordningen steklar som tillhör överfamiljen bin och familjen grävbin.

## Beskrivning
Biet är svart med ett brett huvud som har mörkbruna antenner, och vitaktig behåring i honans ansikte. Mellankroppen har beigefärgad behåring på ryggsidan och orange päls på de bakre skenbenen. Bakkroppen har smala, vita hårband, som är avbrutna på mitten, på bakkanterna av tergiterna 2 och 3 hos honan, 2 till 4 hos hanen. Det sista av dessa hårband är orange snarare än vitt. Hårbanden är mycket kortare hos hanen, och utgörs i princip bara av korta fält ytterst på tergiterna. Hanen har dessutom en gul ansiktsmask över clypeus och ibland även över partiet närmast denna. Även sterniterna har beiga hårband av samma typ som ryggsidan. Honan är 9 till 10 mm lång, hanen 8 till 10 mm.

## Ekologi
Parksandbiet förekommer på ängar, buskmarker, skogsbryn, -gläntor och -planteringar, åkerrenar, grus- och lertag, ruderatmarker, samt även i samhällen som parker och trädgårdar Som hos alla sandbin grävs bona ut i marken: Denna art föredrar skuggiga biotoper som vegetationsrika dikesrenar eller trädskyddade grustag. Till skillnad från många sandbin är denna art ingen födospecialist utan samlar pollen från ett flertal växtfamiljer, som törelväxter, korsblommiga växter, korgblommiga växter, ärtväxter, videväxter, rosväxter, flenörtsväxter, flockblommiga växter, lönnväxter, ranunkelväxter, kornellväxter och grobladsväxter. Arten flyger från maj till slutet av juni.
Bona parasiteras av gökbiet ängsgökbi (Nomada fabriciana). De vuxna bina kan angripas av vridvingen Stylops hammella.

## Utbredning
Arten finns i Nord- och Mellaneuropa från England och Wales österut via Syd- och Mellaneuropa till Kaukasien och västra Kazakstan. 
Arten har relativt nyligen (maj 1998) upptäckts i Skåne, i en trädgård utanför Lund. Arten har senare rotat sig i Sverige, och är sedan 2020 känd från flera lokaler i Skåne och södra Halland, samt med två fynd från Småland. Artdatabanken klassificerar den som livskraftig (LC).
I Finland saknas arten.